# Wängi
Wängi (toponimo tedesco) è un comune svizzero di 4 614 abitanti del Canton Turgovia, nel distretto di Münchwilen.

## Storia
Nel 1969 Wängi ha inglobato i comuni soppressi di Anetswil, Krillberg e Tuttwil e nel 1996 le frazioni di Heiterschen e Jakobstal, fino ad allora appartenenti al comune di Wittenwil.

## Monumenti e luoghi d'interesse

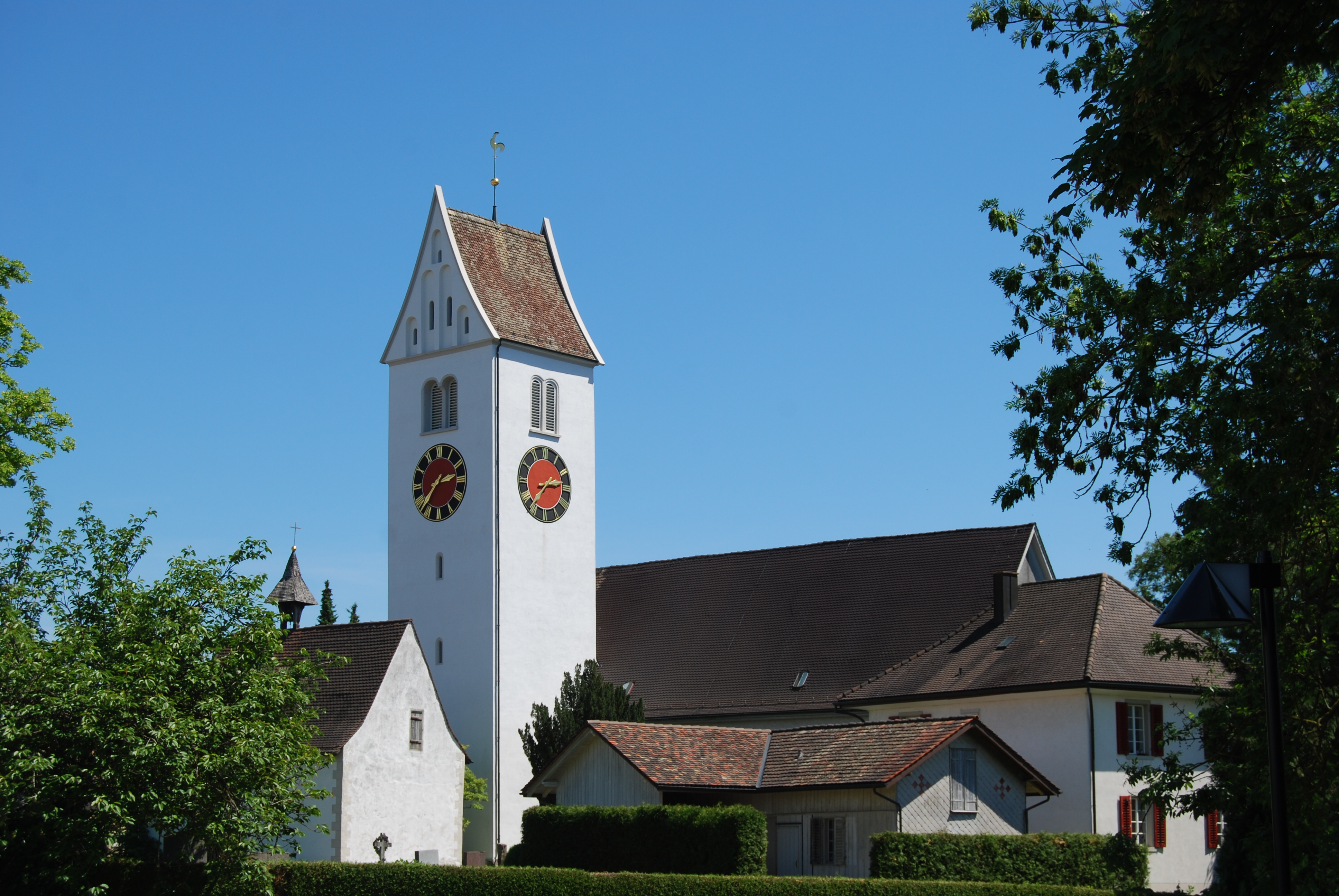
La chiesa riformata

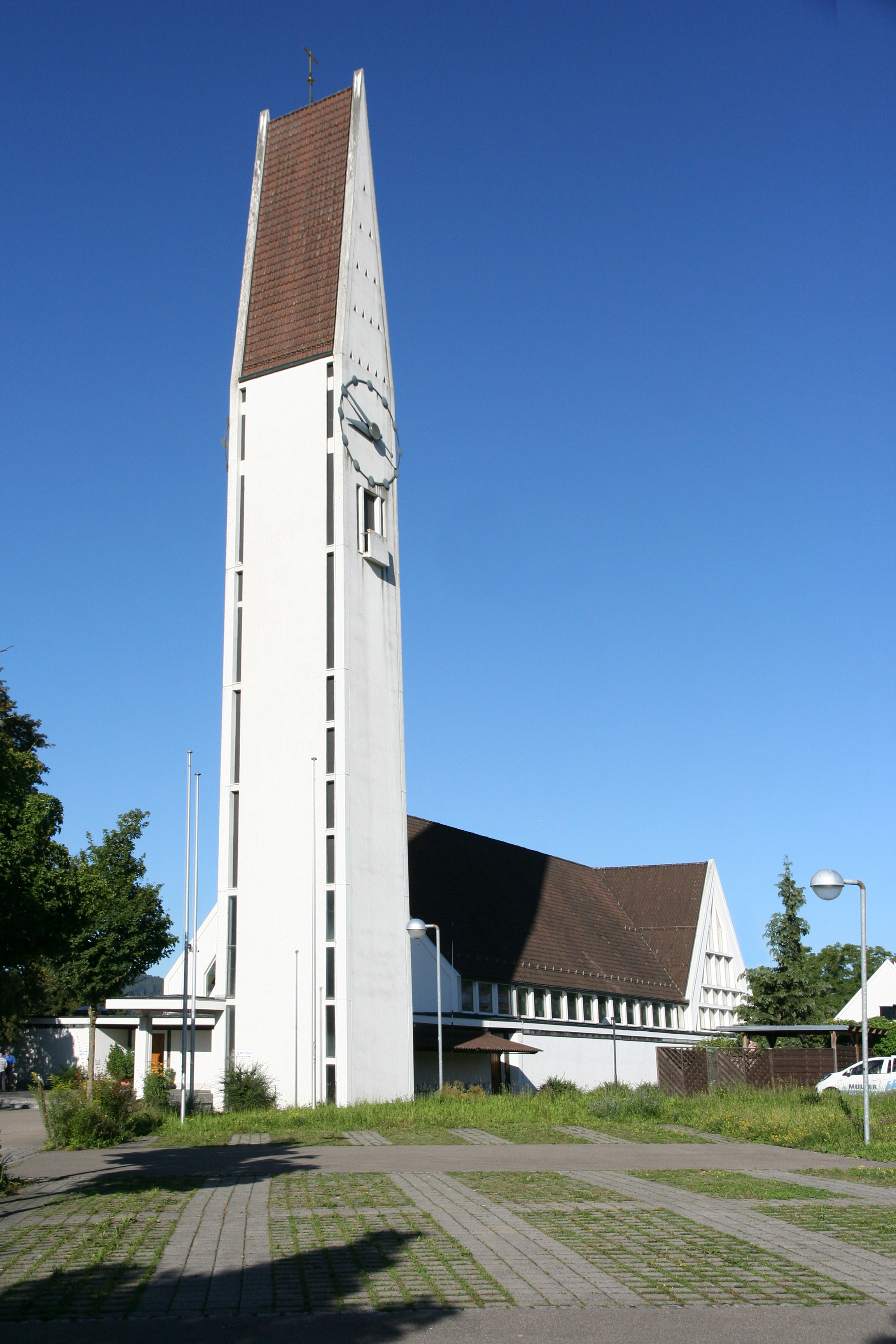
La chiesa cattolica di San Giovanni Battista

- Chiesa riformata (già di San Giovanni Battista, fino al 1402 di San Giorgio), attestata dall'887[1];
- Chiesa cattolica di San Giovanni Battista, eretta nel 1958[1].

## Società

### Evoluzione demografica
L'evoluzione demografica è riportata nella seguente tabella (con Anetswil, Krillberg e Tuttwil):
Abitanti censiti

## Geografia antropica

### Frazioni
- Anetswil[3]
- Heiterschen[1]
- Jakobstal[1]
- Krillberg[4]
- Tuttwil[5]
  - Breitenloh
  - Ober-Tuttwil
  - Scheuer
  - Unter-Tuttwil
  - Wilhof

## Infrastrutture e trasporti
Il comune è interessato dall'autostrada A1 e dalla strada principale 7, che ne attraversa una parte.
Wängi è servito dalla ferrovia Frauenfeld-Wil, con le stazioni di Jakobstal, Wiesengrund, Wängi e Rosental. 

## Amministrazione
Ogni famiglia originaria del luogo fa parte del cosiddetto comune patriziale e ha la responsabilità della manutenzione di ogni bene ricadente all'interno dei confini del comune.